# Colin Richardson
Colin Richardson est un producteur de disques, réalisateur artistique et ingénieur du son britannique. Il a travaillé sur plus de 100 albums et est le plus souvent associé au heavy metal, et à ses sous-genres (thrash metal, death metal....)

## Carrière
Parmi les groupes pour lesquels il a travaillé, il est possible de citer  :
- 3 Inches of Blood
- Anathema
- Anonymus
- As I Lay Dying[1]
- Behemoth[2]
- Bolt Thrower
- Bullet for My Valentine[3]
- Cannibal Corpse
- Carcass
- The Chameleons
- The Change
- Chimaira
- Cradle of Filth
- Crash
- Crash
- CRUSHER france
- DÅÅTH
- Dearly Beheaded
- DevilDriver
- Disincarnate
- Eluveitie[2]
- Fear Factory[4]
- Fightstar
- Five Pointe O[4]
- Funeral for a Friend
- GBH
- God Forbid
- Gorefest
- Gorguts
- Hamlet
- InMe
- Kreator[2]
- Liberty 37
- Machine Head[3]
- Massacre
- Mass Hysteria
- Mercyless
- Membranes
- Murderdolls
- Napalm Death[4]
- One Minute Silence
- Overkill
- Rise to Remain
- Roadrunner United
- Rodrigo y Gabriela
- Sanctity
- Sepultura[5]
- SikTh
- Sinister
- Slipknot[3]
- S.O.B.
- SugarComa[6]
- Sydonia
- The Exploited
- Those Damn Crows
- Tarja Turunen[3]
- Trivium[5]
- Uncle Meat[3]
- Wednesday 13
- While She Sleeps